# Karl Völker (Künstler)

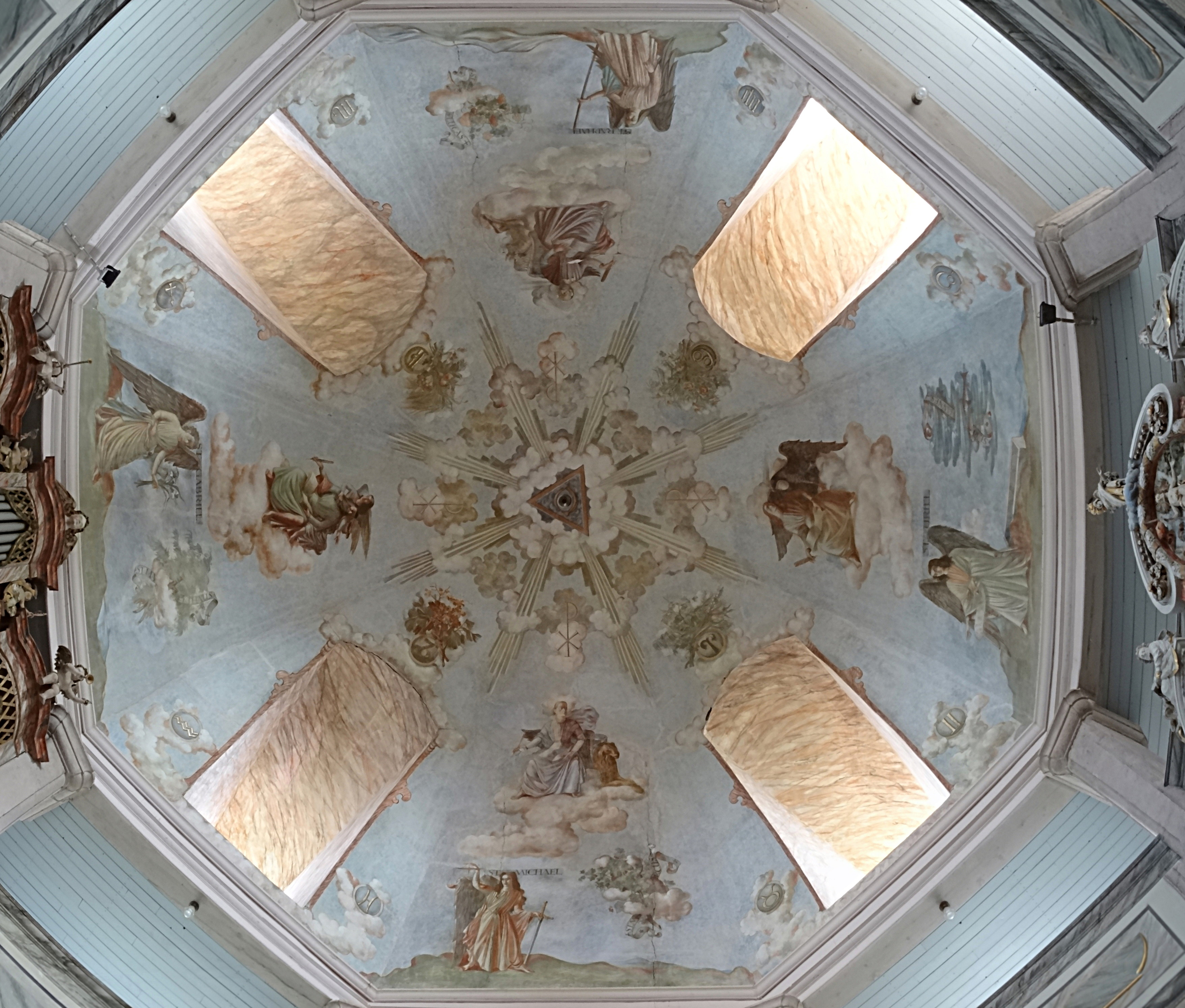
Kuppelausmahlung von 1938 in St. Cyriaci und Nicolai, Schwenda (Foto: 2017)

Karl Völker (* 17. Oktober 1889 in Giebichenstein bei Halle (Saale); † 28. Dezember 1962 in Weimar) war ein deutscher Maler, Grafiker und Architekt.

## Leben und Werk
Völker war der Sohn eines halleschen Malermeisters, in dessen Betrieb er von 1904 bis 1910 eine Ausbildung zum Dekorationsmaler erhielt. Nach zwei Jahren beruflicher Tätigkeit in Leipzig besuchte er von 1912 bis 1913 die Dresdner Kunstgewerbeschule im Meisteratelier für Wandmalerei bei Richard Guhr. 1913 kehrte er nach Halle zurück und arbeitete seitdem selbständig.
Im Jahre 1914 erhielt Karl Völker vom Stadtbaurat der Stadt Halle (Saale), Wilhelm Jost, den ersten öffentlichen Auftrag für die Kuppelfresken der großen Kapelle auf dem Gertraudenfriedhof. Es handelt sich hierbei um das einzige Werk der Wandmalerei von Völker, das in Halle (Saale) noch heute erhalten ist. Infolge schlechter Lichtverhältnisse wurde es allerdings viele Jahrzehnte hindurch kaum wahrgenommen. Eine dem Charakter des Bauwerks widersprechende Beleuchtungsanlage, die während der Restaurierung von 1979/80 angebracht wurde – es bestand sogar die Absicht, eine Zwischendecke anzubringen – verhinderte schließlich fast völlig den Blick in die Kuppel. Erst im Zuge der dank der Aktivitäten des Gemeinnützigen Feuerbestattungsvereins Halle e. V. im Jahre 1991 einsetzenden Erneuerungsarbeiten konnte das Werk den Betrachtern zugänglich gemacht werden.
1919 gründete Karl Völker mit Richard Horn, Martin Knauthe, Paul Horn und dem Bildhauer Karl Oesterling die Hallesche Künstlergruppe mit Anschluss an die Novembergruppen. Als sich diese 1919 an der Halleschen Kunstausstellung beteiligte, stellte er sein Bild „Pieta“ aus, das er bereits vorher in Berlin gezeigt hatte.
In den 1920er Jahren schuf er vor allem expressive Holzschnitzereien mit sozialkritischen Inhalt und vom Konstruktivismus geprägte Industriebilder. Auch arbeitete er gemeinsam mit Otto Haesler an Projekten des sozialen Wohnungsbaus.
Der Innenraum der Dorfkirche von Schmirma (Stadt Mücheln (Geiseltal) im Saalekreis) wurde 1921/1922 Jahren von Karl Völker farbig gestaltet. Außerdem befinden sich in der Kirche 14 expressive Deckenbilder Völkers, und Völker gestaltete den barocken Altar neu. Zur Erhaltung und Restaurierung dieser und anderer vom Verfall bedrohter Arbeiten des Künstlers wurde im Juni 2006 ein eingetragener Verein gegründet, der nicht zuletzt auch das Ziel verfolgt, das Werk Karl Völkers in der Öffentlichkeit bekannter zu machen. 1926 gestaltete er auch den Innenraum der Sankt-Georg-Kirche in Gimritz.
1919 schuf Völker im Rathaus Mücheln ein Deckengemälde Industrie und Landwirtschaft und 1924 für ein Kinderheim in Bad Frankenhausen ein Wandbild. Beide Werke sind nicht erhalten. Von Völker im Gebäude der kommunistischen Presse in Halle geschaffene Fresken Klassenkampf wurden 1933 nach der Machtergreifung von den Nationalsozialisten zerstört.
Völker war als Maler und Grafiker ein Vertreter des proletarisch-revolutionären Avantgardismus und einer der bedeutendsten Meister der deutschen Widerstandskunst. I
Wolfgang Willrichs 1937 erschienene nationalsozialistische Propagandaschrift Säuberung des Kunsttempels nennt ihn. Im Rahmen der nationalsozialistischen Aktion „Entartete Kunst“ wurden 1937 Werke Völkers aus Museen entfernt und in der Ausstellung „Entartete Kunst“ gezeigt, u. a. aus der Berliner Nationalgalerie sein Tafelbild „Fabrik“ von 1925 Er überstand diese Zeit nicht zuletzt durch Aufträge zur Ausgestaltung von Kirchen, u. a. der sehr gut erhaltenen Brüstungsmalerei in der Kirche von Holleben am Westrand von Halle. 1944 wurde Völker noch zum Volkssturm eingezogen, als Kriegsgefangener war er im amerikanischen Internierungslager Bad Kreuznach.
Nach dem Ende es 2. Weltkrieges fand er in der DDR seine Heimat. Um 1949/1950 trat er in den Vordergrund, bestimmte dann für längere Zeit durch sein Werk den Kunstprozess in der DDR entscheidend mit und wirkt als Anreger für jüngere Kräfte. 1946 war Völker auf der Kunstausstellung der Provinz Sachsen in Halle/Saale mit zwanzig Arbeiten vertreten. In der Folgezeit hatte er eine bedeutende Anzahl von Einzelausstellungen und Ausstellungsbeteiligungen.
Neben der Malerei und Grafik beschäftigte Völker sich zunächst vor allem wieder mit architekturbezogenen Arbeiten. Er beteiligte sich an Wettbewerben zur städtebaulichen Neugestaltung der Stadt Halle und schuf Wandmalereien für die Halleschen Kammerspiele, Glasfenster für die Erfurter Thomaskirche und weitere Ausgestaltungen an öffentlichen Gebäuden. In den 1950er Jahren entstanden Kreidegrundzeichnungen, die als das Spätwerk Karl Völkers anzusehen sind.
1953 formierte Völker u. a. mit Karl-Erich Müller und Willi Sitte die genossenschaftliche „Hallische Malerbrigade“.
1961 erhielt Karl Völker den Kunstpreis der Stadt Halle.

## Farbgestaltung und Architektentätigkeit
Im Jahre 1920 erfolgte die Farbgestaltung des Rathauses und weiterer Häuser am halleschen Marktplatz. In Zusammenarbeit mit Bruno Taut folgte 1922 die Farbgestaltung des Magdeburger Rathauses. In diesem Zusammenhang ergab sich ein erster Kontakt zu Otto Haesler. Für Haeslers Siedlung Italienischer Garten in Celle lieferte Karl Völker die in blau und rot gehaltene Farbgestaltung. Von 1928 bis 1932 folgte eine Tätigkeit als Architekt im Büro Haesler in Celle mit der Bearbeitung einer Reihe von Wohnungsbauprojekten (Berlin-Haselhorst, Karlsruhe Dammerstock, Rothenbergsiedlung in Kassel, Siedlung Blumläger Feld in Celle, Rathenow Friedrich-Ebert-Siedlung). 1931 beteiligte er sich mit Haesler an der Berliner Bauausstellung. 1932 erfolgte der Austritt aus dem Büro Haesler und die Rückkehr nach Halle.

## Rezeption
Eine große Retrospektive auf Karl Völker und sein Werk bot die Stiftung Moritzburg – Kunstmuseum des Landes Sachsen-Anhalt mit einer Ausstellung vom 25. März bis 17. Juni 2007 unter dem Titel „Utopie und Sachlichkeit. Karl Völker 1889–1962“. Begleitet wurde diese Ausstellung des Lebenswerks von Karl Völker durch kleinere thematische Ausstellungen in mehreren Galerien in Halle, so zu seinen Halleschen Landschaften, zu seinen Kreidezeichnungen und zu seinen Strandbildern. Auf der Website zur Ausstellung der Stiftung Moritzburg heißt es: „Karl Völker gehört zu den interessantesten deutschen Künstlerpersönlichkeiten der Mitte des 20. Jahrhunderts, dessen Schaffen allerdings selbst Kennern oft nur in Einzelbildern gegenwärtig ist“.
Im Kunstmuseum Moritzburg Halle (Saale) wurden vom 17. Oktober 2013 bis 5. Januar 2014 die Tafeln mit den durch Karl Völker gefertigten, aufwendig restaurierten Deckenbildern der Kirche von Schmirma gezeigt. Sie waren durch Nässe infolge undichtem Kirchendach, durch heizungsbedingtem Ruß und dichte Lagen von Spinngewebe stark geschädigt worden.
Sein Werk ist Teil der Dauerausstellung „Wege der Moderne. Kunst in Deutschland im 20. Jahrhundert“ im Kunstmuseum Moritzburg Halle (Saale).

## Darstellung Völkers in der bildenden Kunst der DDR
- Karl-Erich Müller: Der Maler Karl Völker (Öl, 1952)[16]

## Malerei und Grafik (Auswahl)

### Tafelbilder (Auswahl)
- Essendes Kind (Tempera, 1921; im Bestand der Galleria del Levante, Mailand)[17]
- Proletarierjunge (Öl, 1925; im Bestand des Kunstmuseums Moritzburg/Halle)[18]
- Knabenbildnis (Öl, 1927; im Bestand der Staatlichen Museen Berlin)[19]
- Jahrmarkt (Öl, 1928; im Bestand Brandenburgisches Landesmuseum für moderne Kunst Frankfurt/Oder, vormals Museum Junge Kunst)[20]
- Blumenstrauß (Öl, 1930/1940; im Bestand der Nationalgalerie Berlin)[20]
- Kaffeehausterrasse (Öl, 1931/1932)[21]
- Blick auf Wieck in Rügen (Öl, 1948; im Bestand des Stadtmuseums Cottbus)[22]

### Grafik (Auswahl)
- Armee der Opfer (Holzschnitt, 1913; im Bestand des Kunstmuseums Moritzburg/Halle)[20]

- Niedners Klassenjustiz (Holzschnitt, 1924)[20]

- Die junge Sowjetmacht (Holzschnitt, 1924; im Bestand des Kunstmuseums Moritzburg/Halle)[23]